# Juozapas Radavičius
Juozapas Radavičius (polnisch Jozef Rodowicz; * 22. August 1857 in der heutigen Rajongemeinde Jurbarkas; † 26. Juli 1911) war ein litauischer Orgelbauer.

## Leben
Radavičius war einer der bedeutendsten Orgelbauer seines Landes. Er lernte in Frankreich. Neben größeren Orgeln sind auch mehrere kleinere erhalten. 1903 oder 1910 baute er in der Kirche Žemaičių Kalvarija, auch in Kaunas, Panevėžys, Vabalninkas und in der litauischen Hauptstadt Vilnius. Er lebte in Vilnius.
Sein Grab befindet sich in Seredžius bei Jurbarkas.

## Orgelneubauten (Auswahl)
Die Anzahl der Manuale wird in der fünften Spalte angegeben, die der Register in der sechsten. Nicht mehr existierende Instrumente sind kursiv gedruckt.
| Jahr                 | Ort         | Gebäude                       | Bild | Manuale | Register | Bemerkungen                                                             |
| -------------------- | ----------- | ----------------------------- | ---- | ------- | -------- | ----------------------------------------------------------------------- |
| 1882                 | Kaunas      | Kathedrale St. Peter und Paul |      | III/P   | 63       | größte Orgel Litauens bis 1983, nach französischem romantischem Vorbild |
| um 1890              | Vabalninkas | Kirche Mariä Himmelfahrt      |      | II/P    | 32       |                                                                         |
| Ende 19. Jahrhundert | Vilnius     | Kirche St. Johannes           |      |         |          | verfallen, 1983 ersetzt                                                 |
| 1905                 | Vilnius     | Kirche St. Peter und Paul     |      | II/P    | 22       |                                                                         |